# Campeonato Mundial de Patinaje de Velocidad sobre Hielo de 2010
El CIV Campeonato Mundial de Patinaje de Velocidad sobre Hielo se celebró en Heerenveen (Países Bajos) del 19 al 21 de marzo de 2010 bajo la organización de la Unión Internacional de Patinaje sobre Hielo (ISU) y la Federación Neerlandesa de Patinaje sobre Hielo.
Las competiciones se realizaron en el pabellón de hielo Ijsstadion Thialf de la ciudad neerlandesa. 

## Resultados

### Masculino
| Evento                        | Oro                                       | Plata                                     | Bronce                                    |
| ----------------------------- | ----------------------------------------- | ----------------------------------------- | ----------------------------------------- |
| 500 m (19.03)                 | Konrad Niedźwiedzki · Polonia · 35,80 s   | Joel Eriksson · Suecia · 36,25 s          | Jonathan Kuck Estados Unidos 36,31 s      |
| 1500 m (20.03)                | Jonathan Kuck Estados Unidos 1:45,36      | Lucas Makowsky · Canadá · 1:46,15         | Trevor Marsicano Estados Unidos 1:46,70   |
| 5000 m (19.03)                | Sven Kramer · Países Bajos · 6:19,23      | Håvard Bøkko · Noruega · 6:21,08          | Ted-Jan Bloemen · Países Bajos · 6:23,41  |
| 10 000 m (21.03)              | Sven Kramer · Países Bajos · 12:57,97     | Håvard Bøkko · Noruega · 13:12,13         | Ted-Jan Bloemen · Países Bajos · 13:13,56 |
| Clasificación general (21.03) | Sven Kramer · Países Bajos · 148,921 pts. | Jonathan Kuck Estados Unidos 149,558 pts. | Håvard Bøkko · Noruega · 150,227 pts.     |

### Femenino
| Evento                        | Oro                                                | Plata                                   | Bronce                                        |
| ----------------------------- | -------------------------------------------------- | --------------------------------------- | --------------------------------------------- |
| 500 m (20.03)                 | Yekaterina Shijova · Rusia · 38,83 s               | Yekaterina Lobysheva · Rusia · 39,15 s  | Karolina Erbanová · República Checa · 39,31 s |
| 1500 m (21.03)                | Kristina Groves · Canadá · 1:56,94                 | Ireen Wüst · Países Bajos · 1:56,83     | Martina Sáblíková · República Checa · 1:57,26 |
| 3000 m (20.03)                | Martina Sáblíková · República Checa · 4:03,59      | Ireen Wüst · Países Bajos · 4:05,10     | Stephanie Beckert · Alemania · 4:05,62        |
| 5000 m (21.03)                | Martina Sáblíková · República Checa · 6:50,98      | Stephanie Beckert · Alemania · 6:55,30  | Daniela Anschütz-Thoms · Alemania · 6:59,93   |
| Clasificación general (21.03) | Martina Sáblíková · República Checa · 161,022 pts. | Kristina Groves · Canadá · 161,512 pts. | Ireen Wüst · Países Bajos · 162,106 pts.      |

## Medallero
- Solo se otorgan medallas en la clasificación general.

| Núm. | País            | Oro | Plata | Bronce | Total |
| ---- | --------------- | --- | ----- | ------ | ----- |
| 1    | Países Bajos    | 1   | 0     | 1      | 2     |
| 2    | República Checa | 1   | 0     | 0      | 1     |
| 3    | Canadá          | 0   | 1     | 0      | 1     |
| 3    | Estados Unidos  | 0   | 1     | 0      | 1     |
| 5    | Noruega         | 0   | 0     | 1      | 1     |
|      | TOTAL           | 2   | 2     | 2      | 6     |